# Sự an toàn của đồ chơi
Sự an toàn của đồ chơi, nhất là đồ chơi cho trẻ em, nói về tính an toàn cho người sử dụng của đồ chơi, thường là phải thỏa mãn tối thiểu các yêu cầu về an toàn.

## An toàn về hóa học
Đồ chơi an toàn chỉ được phép chứa hàm lượng các chất độc hại dưới mức tiêu chuẩn. Các chất độc hại đến sức khỏe của con người là: Chì, Thủy ngân, Asen, Phthalate... Các chất trên thường có trong các sản phẩm nhựa, sơn công nghiệp. Các kim loại nặng thông thường với hàm lượng cao gây khó chịu hoặc dẫn đến ngộ độc là nguồn gốc gây ra ung thư. Nhưng có những chất rất độc hại mà chỉ tồn tại trong nước với một hàm lượng rất nhỏ cũng đủ gây độc hại đến tính mạng con người, thậm chí gây tử vong, đó là các chất: Asen (As), Beryli (Be), Cadmi (Cd), Xyanua (CN), Crôm (Cr), Thủy ngân (Hg), Niken (Ni), Chì (Pb), Antimoan (Sb), Selen (Se), Vanadi (V). Một vài gam thủy ngân hoặc Cadmi có thể gây chết người, với hàm lượng nhỏ hơn chúng tích lũy trong các bộ phận của cơ thể cho tới lúc đủ hàm lượng gây ngộ độc. Chì tích lũy trong xương, Cadmi tích lũy trong thận và gan, thủy ngân tích lũy trong các tế bào não. Hàm lượng Phthalate cao quá mức cho phép trong sản phẩm nhựa có thể gây ra sự rối loạn sinh lý và vô sinh... Các yêu cầu về hóa học thường được xem xét ở các chi tiết như sơn và các nguyên liệu phủ bề mặt, các nguyên liệu mỹ thuật.

Ngoài ra, hàm lượng chì trong vật liệu nền (nhựa, gỗ nhân tạo) cũng được xem là nguy hiểm nếu trẻ em tiếp xúc thường xuyên. Yêu cầu này không áp dụng đối với các sản phẩm có nguồn gốc từ 100% là tự nhiên như: cotton, gỗ tự nhiên, lông thú không qua xử lý.

## An toàn về cơ, lý
Đồ chơi an toàn phải đảm bảo an toàn cho trẻ em khi chơi khi chơi: nghĩa là không có cạnh sắc nhọn, không có khả năng gây nguy hiểm cho trẻ em ki rơi vỡ, thỏa mãn các yêu cầu về độ bền thả rơi, va đập, vặn, xoắn, kéo căng, giới hạn các đồ chơi kích thước nhỏ và đồ chơi dạng màng (túi nylon) để tránh không làm ngạt thở trẻ em khi tình cờ nuốt hoặc hít phải.

Các yêu cầu về an toàn cơ lý thường dựa trên các đặc điểm hành xử của trẻ em theo các độ tuổi khác nhau. Do đó, mỗi sản phẩm cho mỗi độ tuổi sẽ có các yêu cầu khác nhau.

## An toàn về điện, điện từ
Đối với các sản phẩm có lắp pin, thiết bị điều khiển từ xa bằng sóng vô tuyến, phải có giới hạn cường độ chiếu sáng của đèn LED và đèn Lazer... Các linh kiện điện tử sử dụng trong đồ chơi phải thỏa mãn tiêu chuẩn RoHS (Restrictive of Hazardous Substance).

## An toàn về cháy nổ
Đồ chơi an toàn phải phòng ngừa khả năng gây cháy, nổ. Nhất là các đồ chơi mà trẻ em chui vào bên trong khi chơi, hoặc trẻ em mang nó trên mình và khó tháo rời như: ba lô, nón hóa trang, trang phục hóa trang.

Yêu cầu về cháy nhằm để đánh giá tốc độ cháy của sản phẩm là nhanh hay chậm, sản phẩm có dễ bắt lửa hay không. Một sản phẩm bị cháy trong quá trình thử nghiệm không hẳn là sản phẩm đó không đạt tiêu chuẩn.

## An toàn về âm thanh
Âm thanh của các đồ chơi phát ra tiếng hoặc đồ chơi có nắp đậy phải được giới hạn về cường độ. Mức độ âm thanh cao quá có thể gây ảnh hưởng lớn đến khả năng nghe của trẻ sau này.

## Các hệ thống tiêu chuẩn về đồ chơi an toàn
- Hệ thống tiêu chuẩn Việt Nam: TCVN 6238-1,2,3...
- Hệ thống tiêu chuẩn châu Âu: EN 71-1,2,3...
- Hệ thống tiêu chuẩn Mỹ: ASTM F963, 16CFR 1500...
- Hệ thống tiêu chuẩn Canada: SOR-2011/17
- Hệ thống tiêu chuẩn quốc tế: ISO 8124-1,2,3...
- Hệ thống tiêu chuẩn riêng của một số nước.